# Antheraea rhythmica
Antheraea rhythmica är en fjärilsart som beskrevs av Turner 1936. Antheraea rhythmica ingår i släktet Antheraea och familjen påfågelsspinnare. Inga underarter finns listade i Catalogue of Life.